# Jean-Léon Gérôme

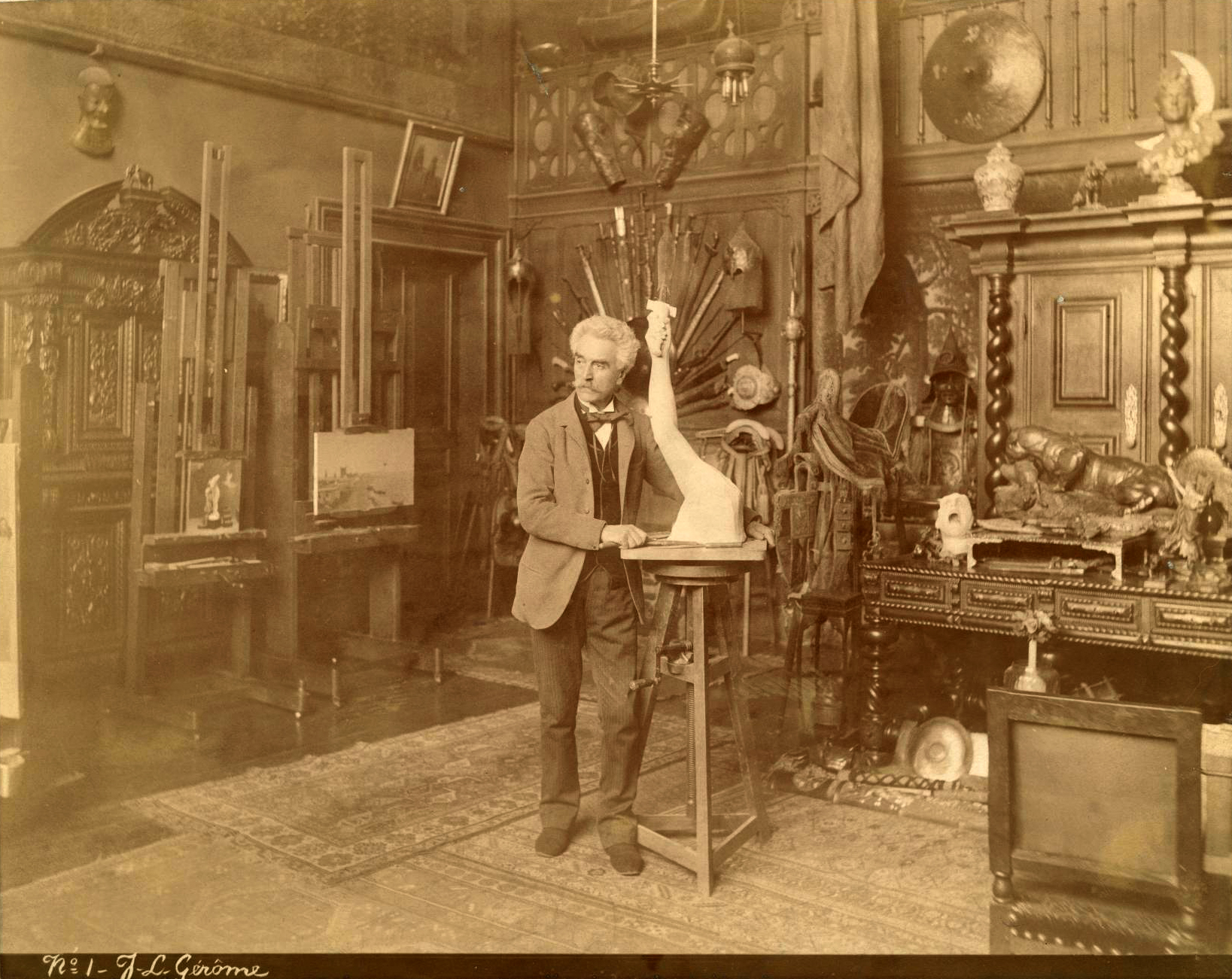
Jean-Léon Gérôme.

Jean-Léon Gérôme   (Vesoul, 11 de maig de 1824 - 9è districte de París, 10 de gener de 1904), fou un pintor i escultor francès academicista. Les seves obres són, en general, de tema històric, mitològic i oriental o bé retrats, amb les quals va portar l'academicisme tradicional a un clímax artístic. És considerat un dels màxims exponents de l'orientalisme a França, essent també mestre d'una llarga llista d'artistes. Malgrat ser un dels pintors més cèlebres de la seva època, no ha gaudit d'una bona fortuna crítica.

## Biografia
Va néixer a Vesoul (Alt Saona, França) l'11 de maig de 1824. Fill d'un orfebre, va estudiar dibuix al liceu de la seva ciutat natal. El 1839 va marxar a París per estudiar al taller de Paul Delaroche, esdevenint ben aviat el seu deixeble més avançat. Gérôme acompanyà el seu mestre al seu viatge a Itàlia l'any 1844. Va continuar la seva formació a la ciutat de Roma durant un any i, després, al taller de Charles Gleyre a París.
Va debutar al Salon de 1847 amb la seva obra Joves grecs fent lluitar uns galls, amb la qual va guanyar una medalla de tercera classe, el seu primer premi com a pintor. En els anys següents, la seva popularitat i prestigi van augmentar, obtenint un gran reconeixement per les seves obres. Gérôme continuà conreant el mateix gènere, essent imitat per altres deixebles de Gleyre. El seu estil va entusiasmar Théophile Gautier, que anomenà aquests pintors neogrecs o pompeians perquè buscaven els seus referents als vasos grecs i les pintures murals romanes.
El seu èxit al Salon li va proporcionar nombrosos encàrrecs, com la decoració del Musée des Arts et Métiers, la de la capella de Sant Geroni a l'església de Saint-Séverin de París (1852) i la de l'Exposició Universal de París (1855), entre d'altres. A la mateixa Exposició Universal hi envià les pintures L'edat d'August i El naixement de Crist, que van tenir un gran èxit. En aquestes obres s'aprecia el seu progressiu abandonament de l'estil neogrec per un hiperrealisme orientalista.
El seu orientalisme s'havia alimentat als seus viatges a Turquia, als Balcans i a la riba del Danubi el 1854 i a Egipte el 1857. Els llocs i ambients que l'artista va visitar quedaren recollits als dibuixos i esbossos que hi realitzava i que utilitzava per a les seves composicions en tornar al seu taller.
Començà a conrear el gènere del retrat arran del seu matrimoni amb una de les filles del marxant d'art Adolphe Goupil que li va obrir el mercat americà, on va trobar els seus admiradors més fidels. En la seva producció trobem també grans pintures d'història de gust neoclàssic, temes napoleònics i composicions ambientades al segle xvii.
Amb la seva obra Cèsar (1859), Gérôme va intentar tornar als orígens de la seva pintura, però no va rebre gaire interès per part del públic. Els seus quadres posteriors no només no li van retornar la reputació perduda, sinó que va aconseguir que part del públic s'escandalitzés pels temes que l'artista escollia per a les seves obres. Les seves obres es van popularitzar gràcies a les reproduccions que se'n van fer a l'època, ja fossin litogràfiques, cromogràfiques o fotogràfiques.
Jean-Léon Gérôme va ser nomenat professor de l'École des Beaux-Arts l'any 1864, on va exercir la docència durant trenta-nou anys. Treballà simultàniament al seu taller fins al 1894. Va ser elegit membre de l'Institut de France el 1865 i gran oficial de la Legió d'Honor el 1878.
L'any 1878 comença a practicar l'escultura, malgrat no deixar de pintar per poder finançar la seva nova afició.
En els seus darrers anys, l'artista va fer una defensa aferrissada de l'academicisme enfront del nou art impressionista, del qual va ser un feroç detractor. Això el va dur a enfrontar-se, principalment, al pintor impressionista Claude Monet.
Va morir el 10 de gener de 1904 a París i va ser enterrat al Cementiri de Montmartre de la mateixa ciutat.
La seva obra va ser rescatada de l'oblit al segle XX gràcies a alguns col·leccionistes i experts americans.

## Obres destacades

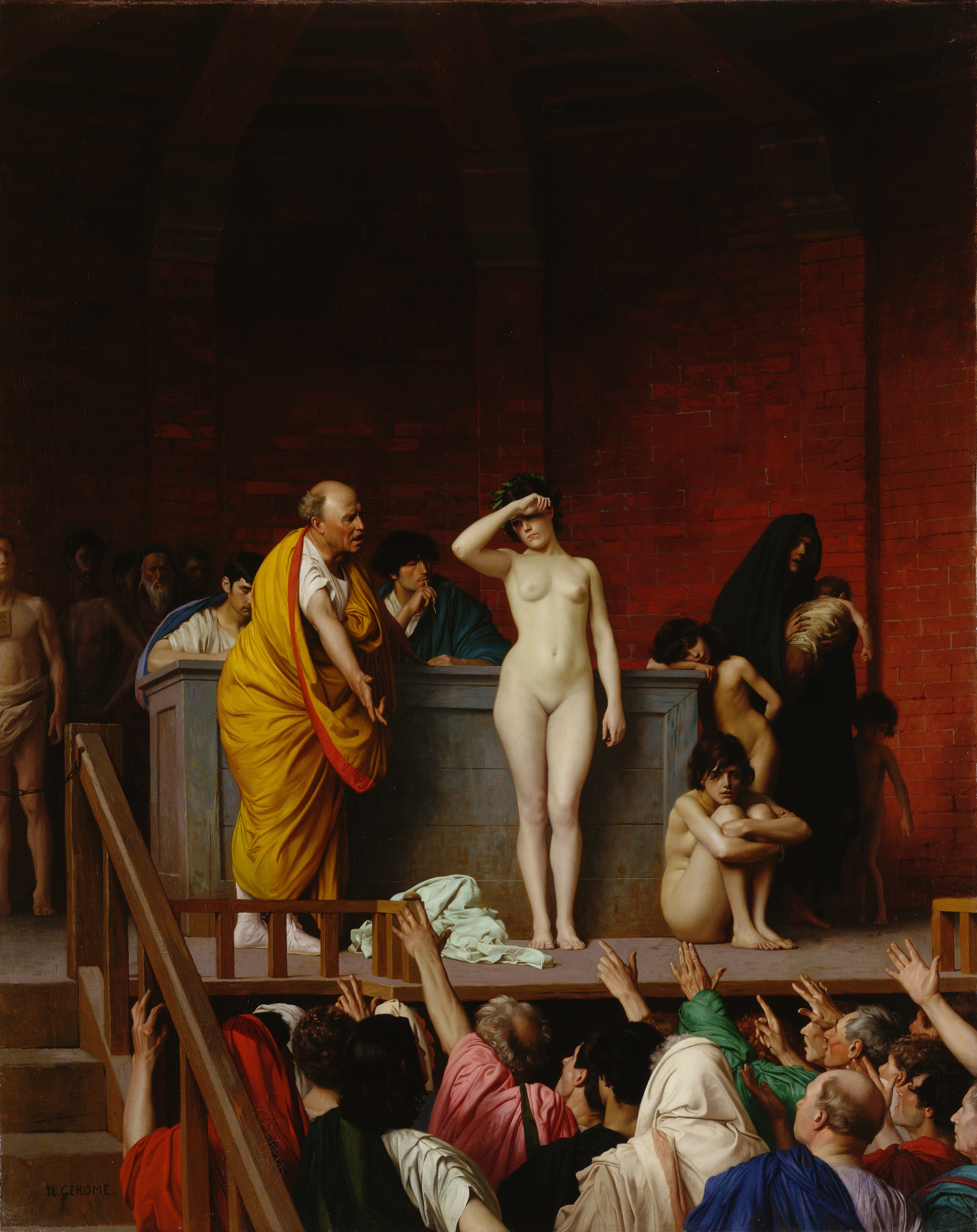
Mercat d'esclaus, 1867 (Ermitage).

### Pintura
Algunes de les obres pictòriques més importants de Gérôme són les següents:
- Joves grecs fent lluitar uns galls (o "Baralla de galls") (1847)
- Frine davant l'Areòpag (o El judici a Friné) (1861)
- Presoner turc i carnisser turc (1863)
- Oració (1865)
- Consummatum est (1867)
- El mercat d'esclaus (1867)
- Excursió a l'harem (1869)
- Lluís XIV i Molière (1863)
- La recepció dels ambaixadors siamesos a Fontainebleau (1865)
- Mort de Marshal Ney (1868)
- La veritat sortint del pou (1896)

### Escultura
Gérôme també va tenir èxit com a escultor. La seva primera obra va ser una gran estàtua de bronze d'un gladiador victoriós trepitjant el seu contrincant, que es va mostrar en públic a l'Exposició Universal de 1878. El tema d'aquesta escultura parteix del de la seva pintura Pollice verso (1872). Aquell mateix any va exhibir una estàtua de marbre al Saló de 1878, basada en les seves primeres pintures Anacreonte, Baco y Cupido (1848).
Entre la seva extensa producció destaca Omphale (1887), així com la seva estàtua d'Enric d'Orleans que es troba davant del Castell de Chantilly (1899).
L'artista va experimentar amb diversos materials i incrustacions: marbre, bronze, marfil, pedres precioses i pasta.